# 球童 (足球進場)

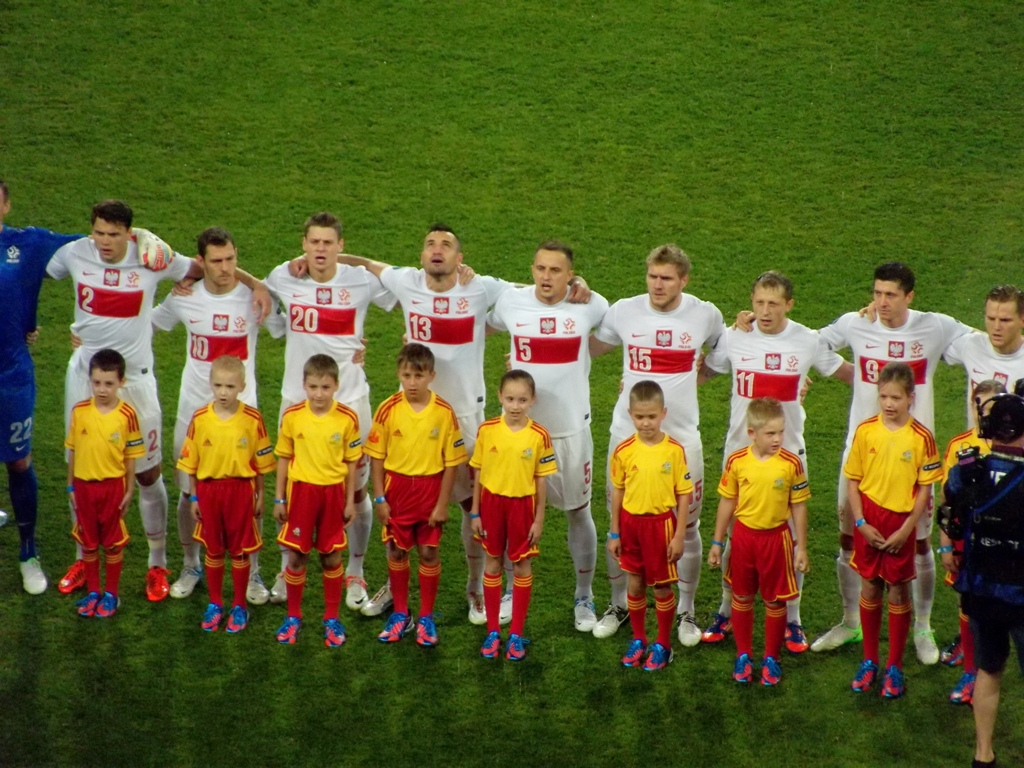
2012年欧洲足球锦标赛陪同波蘭國家足球隊出場的球童

球童（英語：Football child mascots）是足球比賽陪同足球運動員進入球場的孩童，這些孩子的年齡通常在6歲至18歲之間。除了陪伴球員進場之外，他們亦可能也有其他職責，例如：持旗、協助場邊撿球，以及與其他球童進行比賽等。
如今，球員與兒童一同入場的原因有很多，包括推廣兒童權利運動、為比賽增添純真的氛圍、實現兒童的夢想、創造商業效益，以及提醒球員們要以身作則因為有孩子在仰望著他們。

## 歷史
自1990年代起，已經有小孩子陪同足球員一同進場，可以是每支球隊會有一個孩子陪同進場，或者每個球員都會手拖一個孩子進場。
2000年歐洲足球錦標賽是最早在每個足球運動員旁邊，都有球童陪伴出場的重大賽事之一，取代以往球員相互挽臂出場的做法。 在俱樂部比賽之中，這些孩童通常是青年隊的成員或比賽獲勝者。 自2002年起，世界盃或歐洲錦標賽的球童護送，均被賽事贊助商麥當勞承擔遴選。
孩童想要成為球員的球童，可能是免費，也可能需要付費。在英超聯賽的有些俱樂部可能會根據賽程，收取350-600英鎊的費用，有些俱樂部則通過比賽和慈善機構，提供一些免費名額，其他俱樂部則根本不收費。
在某些場合，還會有特別的進場者。例如，阿贾克斯足球俱乐部的球員在母親節當天與他們的母親一起出場， 以及聖保羅足球會的球員帶著狗出場，以提高關注流浪狗的問題。 某些著名的球員如韋恩·魯尼，在童年時也曾經擔任過球童陪伴球員出場。

## 外部連結
- 维基共享资源上的相關多媒體資源：球童
- How To Become A Child Football Mascot and How Much Does It Cost? （页面存档备份，存于）, Football Stadiums
- Being a child mascot is not cheap, Bangkok Post